# Bathycallionymus sokonumeri
Bathycallionymus sokonumeri är en fiskart som först beskrevs av Kamohara, 1936.  Bathycallionymus sokonumeri ingår i släktet Bathycallionymus och familjen sjökocksfiskar. Inga underarter finns listade.